# Katrina Leskanich
Katrina Leskanich (née le 10 avril 1960 à Topeka au Kansas) est une chanteuse américaine.
Elle est connue pour avoir remporté le Concours Eurovision de la chanson 1997 avec le groupe Katrina and the Waves.